# Берьозов Георгій Сергійович
Георгій Сергійович Берьозов (рос. Георгий Сергеевич Берёзов; нар. 31 березня 1995, Владикавказ, Північна Осетія, Росія) — російський футболіст, півзахисник.

## Життєпис
Вихованець осетинського футболу. Декілька років виступав у командах із чемпіонату окупованого Криму. У Росії на професіональному рівні грав за «Дружбу» (Майкоп). 2019 року допоміг «Каспію» (Актау) пробитися до казахстанської Прем'єр-ліги. У серпні 2020 року перейшов до грузинської «Чихури». Дебютував у Лізі Еровнулі 9 вересня у матчі проти «Локомотива» Тбілісі (1:4). Загалом провів за клуб 5 ігор у чемпіонаті. Згодом грав за кримську «Євпаторію» та грузинський «Сіоні».
На початку 2022 року став гравцем клубу «Алустон-ЮБК» в чемпіонаті окупованого Криму. У другій половині 2022 року грав за вірменський клуб «Вест Арменія», але на початку 2023 року повернувся до окупованого Криму де грав за «Алустон-ЮБК» та «Кизилташ».

## Досягнення
- Перша ліга Казахстану
  -  Срібний призер (1): 2019